# Grand Ole Opry

Logo du Grand Ole Opry (depuis 2015).

Logo du Grand Ole Opry (2005-2015).

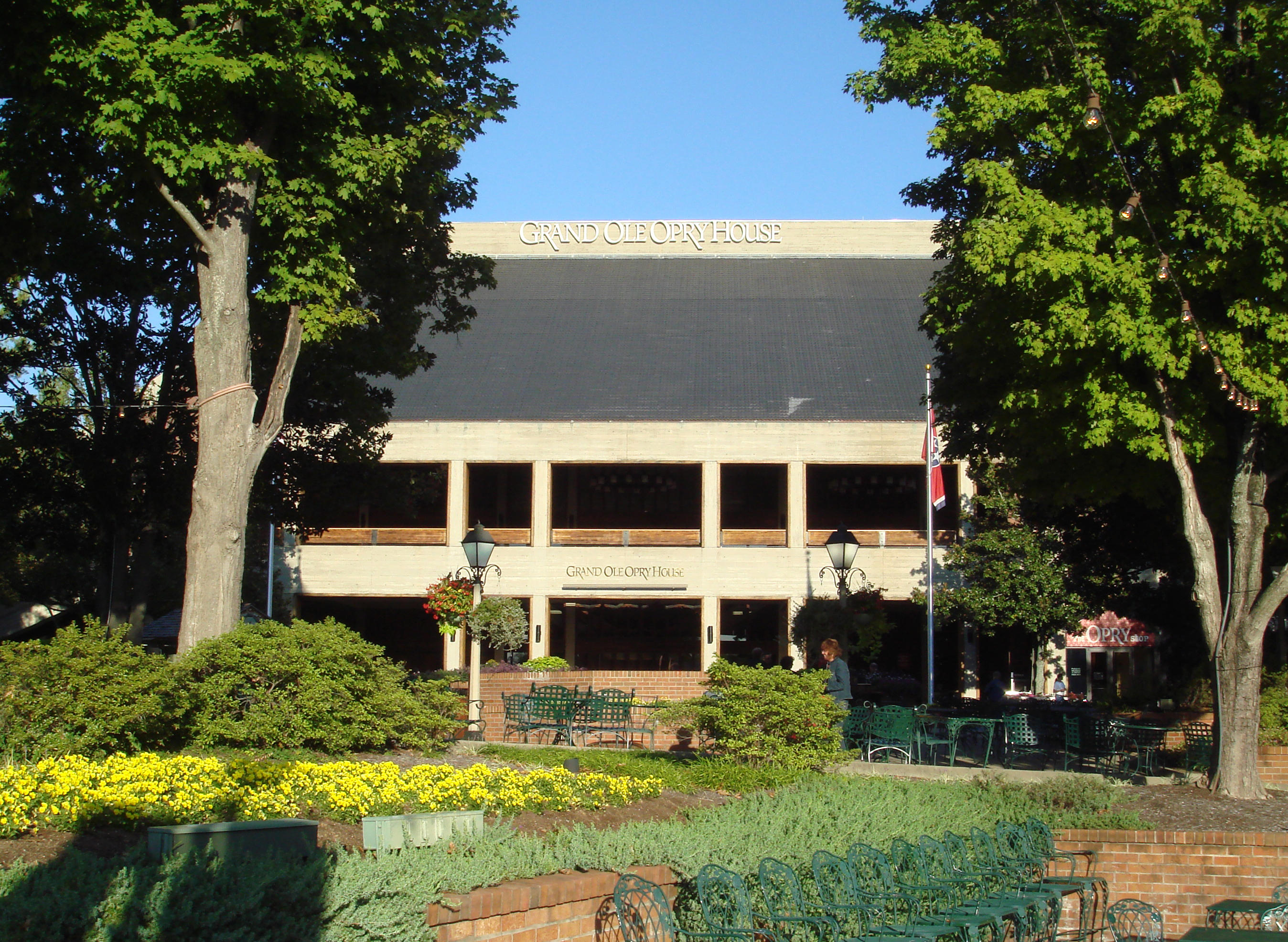
Le Grand Ole Opry House (2007).

Le Grand Ole Opry est une émission de radio hebdomadaire en direct et en public, qui a lieu tous les samedis soir. Elle est diffusée sur les ondes de la WSM (une radio de Nashville, Tennessee) et retransmise à la télévision sur Great American Country. C'est la plus ancienne émission diffusée à la radio aux États-Unis puisqu'elle est en place depuis le 18 octobre 1925. Le nom définitif de ce programme date cependant du 10 décembre 1927.

## Histoire
Le Grand Ole Opry voit le jour sous le nom The Barn Dance Show (« On danse dans la grange ») dans les nouveaux studios au cinquième étage de la National Life & Accident Insurance Company, à Nashville, le 18 octobre 1925. L'émission dure alors soixante minutes et est diffusée à 22 heures. Les premiers musiciens à avoir donné de la voix pour l'émission sont Dr. Humphrey Bate and His String Quartet of Old-Time Musicians. 
Pour la troisième édition de cette émission, WSM ajoute Uncle Dave Macon et Sid Harkreader. Le 5 novembre 1925, WSM allonge le temps de diffusion de l'émission.
À partir de 1926, l'émission bénéficie d'une diffusion à l'échelle nationale.
En 1926, Uncle Dave Macon, un joueur de banjo du Tennessee qui avait enregistré plusieurs succès, devient la première vraie star de l'émission. Le nom Grand Ole Opry apparaît en décembre 1927. Le Barn Dance est alors en concurrence avec une émission de la NBC, qui diffuse de la musique classique et une sélection d'airs d'opéra. Un jour, le présentateur de l'époque (George D. Hay) dit « For the past hour, we have been listening to music taken largely from Grand Opera. From now on we will present the 'Grand Ole Opry. » (« Vous avez écouté de grands airs Opéra. Maintenant vous allez écouter de bon vieux airs d'op'ra »). Depuis le nom est resté.
Les audiences du spectacle explosent et les studios deviennent très vite trop petits pour satisfaire tous les fans souhaitant assister aux « lives ». En 1934, le Grand Ole Opry déménage dans un studio plus grand, dans le théâtre Hillsboro (renommé plus tard le Belcourt). Le show re-déménage en 1943 pour s'agrandir encore et s'installer au Ryman Auditorium. 
En 1949, Hank Williams, invité, y interprète sa version de Lovesick Blues (originellement écrit par Rex Griffin), et reçoit six rappels, sans précédent à l'époque.  
Le 2 octobre 1954, le jeune Elvis Presley fait sa première (et unique) apparition dans l'émission. Des années après, Garth Brooks avoue dans une interview que le plus grand trac était de jouer sur la même scène que le King.

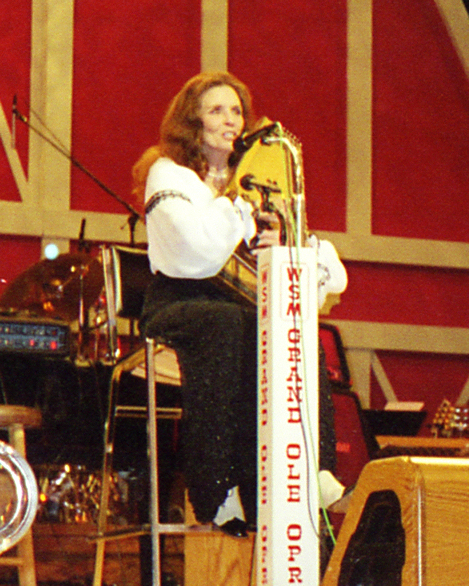
June Carter Cash sur la scène du Grand Ole Opry.

En 1974, le Grand Ole Opry change encore de studio, toujours pour s'agrandir. Un bâtiment est alors construit (Grand Ole Opry House) possédant 4 400 places assises et situé à l'est de Nashville dans un méandre de la Cumberland. Un parc d'attractions nommé Opryland USA lui est adjacent. Il est démoli en 1997 par le propriétaire Gaylord Entertainment Company. Le parc est remplacé par les Opry Mills et des hôtels Gaylord Opryland Resort & Convention Center.
Aujourd'hui, Opry subsiste, des centaines de milliers de fans venant du monde entier pour voir la scène de ce grand show de musique country, bluegrass et rockabilly.

## Membres du Grand Ole Opry
Trace Adkins, Ernie Ashworth, Dierks Bentley, Clint Black, Rod Brasfield, Garth Brooks, Archie Campbell, Roy Clark, Terri Clark, John Conlee, Stoney Cooper, Wilma Lee Cooper, Cowboy Copas, Charlie Daniels, Diamond Rio, Little Jimmy Dickens, Joe Diffie, Roy Drusky, Holly Dunn, Larry Gatlin, Don Gibson, Vince Gill, Billy Grammer, Jack Greene, Tom T. Hall, George Hamilton IV, Emmylou Harris, George D. Hay, David Houston, Jan Howard, Alan Jackson, Stonewall Jackson, George Jones, Hal Ketchum, Alison Krauss, Hank Locklin, Charlie Louvin, Patty Loveless, Bob Luman, Loretta Lynn, Barbara Mandrell, Martina McBride, Del McCoury, Mel McDaniel, Reba McEntire, Jesse McReynolds, Ronnie Milsap, Mississippi Slim, George Morgan, Lorrie Morgan, Jimmy C. Newman, Osborne Brothers, Brad Paisley, Dolly Parton, Johnny Paycheck, Minnie Pearl, Charley Pride, Jeanne Pruett, Del Reeves, Riders in the Sky, Marty Robbins, Darius Rucker, Johnny Russell, Jeannie Seely, Ricky Van Shelton, Jean Shepard, Ricky Skaggs, Connie Smith, Ralph Stanley, Marty Stuart, Mel Tillis, Pam Tillis, Randy Travis, Travis Tritt, Ernest Tubb, Justin Tubb, Josh Turner, Porter Wagoner, Billy Walker, Steve Wariner, Kitty Wells, The Whites, The Wilburn Brothers, Hank Williams, Del Wood, Tammy Wynette, Trisha Yearwood, Carrie Underwood (le 10 mai 2008), Keith Urban (le 22 avril 2012) et Kelsea Ballerini (le 5 mars 2019), Jerry Lee Lewis, Luke Combs et Jon Pardi (le 28 avril 2023).

## Dans la culture populaire
- Honkytonk Man (1982), est un film de et avec Clint Eastwood, dans lequel le Grand Ole Opry joue un rôle central pour le personnage principal, chanteur de country de talent passé à côté de sa carrière.
- Dans Rox et Rouky 2, un groupe de chiens errants chanteurs interprète "On est en harmonie" dans le but de convaincre le dénicheur de talents de les emmener au Grand Ole Opry.